# Tadao Takayama
Tadao Takayama (Tokyo, 24 giugno 1904 – 1º luglio 1980) è stato un calciatore giapponese, di ruolo attaccante.